# Hyles marginedenticulata
Hyles marginedenticulata är en fjärilsart som beskrevs av Charles Oberthür. Hyles marginedenticulata ingår i släktet Hyles och familjen svärmare. Inga underarter finns listade i Catalogue of Life.